# Argus As 410

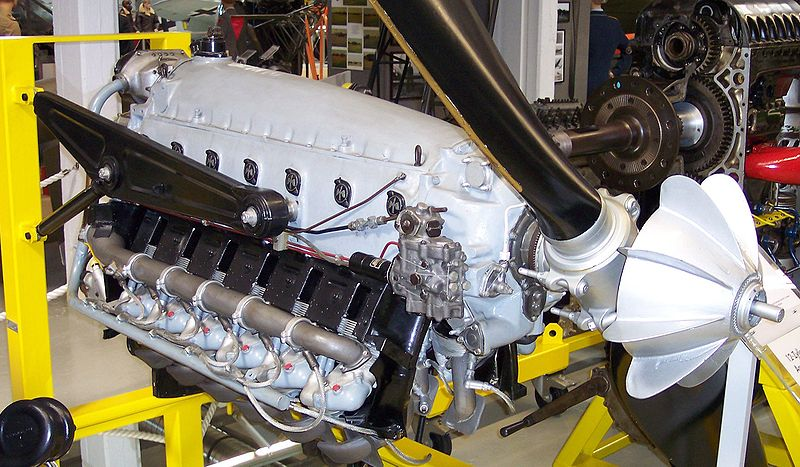
Az Argus As 410 repülőgépmotor

Az Argus As 410 viszonylag alacsonyabb teljesítményű német repülőgépmotor volt, amit a második világháború előtt kezdtek el gyártani. Korában a kis teljesítményű repülőgépmotorok között az egyik legsikeresebb típus volt 20 ezer feletti gyártási darabszámával.

## Alapvető jellemzők
A típus egy léghűtéses, 12 hengeres, fordított-V hengerelrendezésű repülőgépmotor volt. A hengerek viszonylag kicsik voltak a 105 mm-es furatukkal és 115 mm-es lökethosszukkal, ami révén a motor lökettérfogata csak 11,9 liter volt. Viszont a fordulatszáma a típusnak viszonylag magas volt, a csúcsteljesítményét 3100/percen adta le. A típus felszállóteljesítménye 465 lóerő volt.
A típusnak az alacsony teljesítmény ellenére viszonylag magas volt a literteljesítménye és lóerő-tömeg aránya: az utóbbi esetén az 1,54 lóerő/kilogramm jó értéknek számított.

## Alkalmazás
Elsősorban kisebb teljesítményt igénylő típusokon alkalmazták. Leginkább felderítő és futárgépeket hajtott.